# 其木德道尔吉·苏伦扎布
其木德道尔吉·苏伦扎布（1914年—1998年），蒙古族，喀尔喀蒙古扎萨克图汗部（今蒙古国乌布苏省）人，蒙古人民共和国政治人物，曾任蒙古人民革命党中央委员会第二书记。

## 生平
外蒙古獨立公民投票后，苏伦扎布以副总理身份率领蒙古人民共和国代表团于1946年2月到重庆国民政府访问。苏伦扎布在1950年代正在担任蒙古人民革命党中央委员会第二书记。任内，他支持第一书记达希·丹巴反对教条主义和修正主义。
1957年，以苏伦扎布为团长的蒙古人民共和国政府代表团及艺术体育团访问中华人民共和国，参加内蒙古自治区成立十周年庆祝活动。1957年4月30日，在内蒙古自治区首府呼和浩特举行了庆祝五一国际劳动节暨内蒙古自治区成立十周年纪念大会。中华人民共和国国务院副总理李先念及其他中央机关部门代表，以及苏伦扎布为团长的蒙古人民共和国政府代表团及艺术体育团人员参加了大会。帮助内蒙古自治区进行建设的苏联专家及蒙古专家也应邀参加了大会。
1958年11月，达希·丹巴降为第二书记，尤睦佳·泽登巴尔接任第一书记。苏伦扎布的第二书记职务则被撤销。1959年3月底，丹巴被免去第二书记以及政治局委员职务。苏伦扎布也被逐出了蒙古人民革命党中央委员会政治局和书记处。